# Erin Jackson
Erin Jackson (n. 19 septembrie 1992, Ocala⁠(d), Florida, SUA) este o sportivă ce a reprezentat Statele Unite ale Americii, medaliată olimpică. A participat la 2 ediții ale Jocurilor Olimpice (2018, 2022) în care a câștigat o medalie de aur.